# تشاد فان سيكل
تشاد فان سيكل (بالإنجليزية: Chad Van Sickle)‏ مواليد 23 أغسطس 1977 في أوهايو، الولايات المتحدة، هو ملاكم محترف أمريكي يصنف ضمن فئة الوزن الثقيل.

## إحصائيات
خاض خلال مسيرته 35 نزالا، فاز في 23 وتعادل في 3 وخسر في 9. فاز بالضربة القاضية في 12 نزالا.

## روابط خارجية
- تشاد فان سيكل على موقع بوكس ريك (الإنجليزية) (registration required)